# Scopula scotica
Scopula scotica là một loài bướm đêm trong họ Geometridae.